# Nesopachyiulus alluaudi
Nesopachyiulus alluaudi är en mångfotingart som beskrevs av Henri W. Brölemann. Nesopachyiulus alluaudi ingår i släktet Nesopachyiulus och familjen kejsardubbelfotingar. Inga underarter finns listade i Catalogue of Life.